# Бронг Ахафо
Бронг Ахафо (на английски: Brong-Ahafo) е регион в централната част на Гана. На запад граничи с Кот д'Ивоар. Площта на региона е 39 557 квадратни километра, а населението 2 786 400 души (по изчисления от септември 2018 г.). Столицата на региона е град Съняни. Бронг Акафо е разделен на 19 общини.